# L&L Hawaiian Barbecue
A L&L Hawaiian Barbecue, também conhecida como L&L Drive-Inn ou coloquialmente como L&L, é uma cadeia de restaurantes franqueados com temática do Havaí, sediada em Honolulu, Havaí, centrada no prato de almoço havaiano.
Eddie Flores Jr. e Johnson Kam adquiriram o L&L Drive-Inn original em 1976, iniciando posteriormente sua expansão para os mercados do continente em 1999. Atualmente, há mais de 200 unidades nos Estados Unidos, incluindo unidades no Alasca, Arizona, Colorado, Califórnia, Havaí, Nevada, Carolina do Norte, Oregon, Texas, Flórida, Utah, Washington, Geórgia, Carolina do Sul e Virgínia. Internacionalmente, a empresa também tem restaurantes nas Filipinas, na Indonésia, no Japão, na Malásia e na Nova Zelândia.

## Cardápio
O cardápio do L&L Hawaiian Barbecue é centrado no prato de almoço havaiano - duas colheres de arroz, uma colher de salada de macarrão e uma entrada de carne ou frutos do mar. Muitos dos itens do cardápio incluem referências à herança asiática e polinésia, como frango katsu e porco kalua. O cardápio também inclui pratos havaianos populares, como o loco moco e saimin. A cadeia de restaurantes também é conhecida por seu spam musubi, introduzindo-o como parte de seu cardápio em 1999.
Em 2021, a L&L estabeleceu o dia 8 de agosto como o Dia Nacional do SPAM Musubi para marcar a crescente popularidade do lanche.

## Reconhecimentos e marcos
O sucesso da L&L Hawaiian Barbecue rendeu à empresa muitos prêmios e classificações contínuas em várias revistas locais e nacionais. Em 2002, a L&L Hawaiian Barbecue foi nomeada uma das “50 Regional Powerhouse Chains” pela Nation's Restaurant News. A edição de julho de 2005 da Restaurant & Institutions Magazine classificou a L&L como a 314ª entre as 400 maiores cadeias de restaurantes dos Estados Unidos. Além disso, a revista Restaurant Business classificou a L&L como a número 15 de 50 das principais cadeias de crescimento do país em 2005. A Entrepreneur magazine também classificou a empresa controladora da L&L, a L&L Franchise, Inc., como a número 165 de 500 das principais franquias em 2005.
Em 2012, a empresa publicou um livro de receitas intitulado “$266 Million Winning Lottery Recipes: L&L Hawaiian Barbecue Cookbook”, escrito por Eddie Flores, Jr. e ilustrado por Jon J. Murakami. O livro apresenta várias das receitas do L&L Hawaiian Barbecue que tornaram o restaurante famoso.